# Chlorophorus fulvicollis
Chlorophorus fulvicollis är en skalbaggsart som först beskrevs av Aurivillius 1908.  Chlorophorus fulvicollis ingår i släktet Chlorophorus och familjen långhorningar. Inga underarter finns listade i Catalogue of Life.